# Pancratiuskerk (Godlinze)
De Pancratiuskerk is een 13e-eeuws romanogotische kerkgebouw in Godlinze, in de Groningse gemeente Eemsdelta. De kerk is in het bezit van de Stichting Oude Groninger Kerken.

## Beschrijving

### Exterieur
De kerk was in eerste instantie gebouwd van tufsteen en waarschijnlijk niet langer dan twee traveeën. Omstreeks 1150 werd de kerk echter verlengd naar het westen met een kleiner formaat tufsteen. In de 13e eeuw werd de kerk in baksteen uitgebreid en werden de muren verhoogd. Destijds werd het gebouw ook voorzien van meloengewelven, al wordt de constructie heden ten dage ook ondersteund door trekbalken.
In de noordmuur is de laat-romaanse aard van de bouw het best bewaard gebleven. Volgens C.H. Peters dateert het van buiten vijfzijdig en van binnen halfronde koor uit de tweede helft van de 15e eeuw. In het koor bevindt zich ook een 15e-eeuwse sacramentsnis. De oude ingang bevond zich oorspronkelijk in zowel de zuidmuur als in de noordmuur. Beide ingangen zijn tegenwoordig nog deels zichtbaar. In 1703 werd de ingang verlegd naar de toren aan de westzijde. In 1865 is de kerk met cement bepleisterd en kwam er een tweede ingang in de koorsluiting. Waarschijnlijk heeft men toen ook een scheiding aangebracht tussen koor en schip. In 1985 heeft men de bepleistering aan de buitenkant verwijderd, evenals een aantal ondoelmatige steunberen. De spitsboogvensters dateren uit de 16e eeuw.
Het ornament op de kerk, bestaande uit o.a. een aantal met bladgoud vergulde klaverbladen, is gemaakt door kunstsmid Nic Vos.

### Toren
Ook de bouw van de toren heeft in meerdere fasen plaatsgevonden. Het onderste deel is rond 1200 gebouwd. De toren stond waarschijnlijk in de weg toen men de kerk in westelijke richting wilde verlengen, dit zou een verklaring kunnen zijn voor de geringe dikte van de westmuur. De toren was aanvankelijk veel hoger en had vermoedelijk oorspronkelijk een gemetselde spits en vormde daarmee (net als de torens van Marum en Haren) feitelijk ook een van de juffertorens. Deze oorspronkelijke vorm wordt afgeleid uit de weergave van de kerktoren op de vroegst bekende kaarten van de provincie Groningen van Jacob van Deventer (ca. 1545) en Christiaan Sgroten (1573). In de 16e eeuw was de toren scheefgezakt in zuidwestelijke richting. Een gevelsteen vermeldt een herstelbeurt in 1554. In december 1583 stortte de toren in volgens Abel Eppens, die dat jaar schrijft (vanwege zijn boosheid over het 'vermaledijde' pausdom, dat de kerken volgens hem verwaarloosde) ''Daeromme Godtlinser torne myt steen upgewelfelt stortet in decembri". De toren werd na de reductie van 1594, toen er weer gelden beschikbaar waren,  opgebouwd tot haar huidige hoogte van 28,48 meter. Deze verhoging bestaat uit drie geledingen, duidelijk van elkaar gescheiden door waterlijsten.  De torenklok dateert uit 1435 en is gewijd aan de beschermheilige van de kerk, Pancratius. De klok heeft de volgende inscriptie: 
ANO DNI Mo CCCCo XXXo Vo IN HONORE PANCRATII JHESUS MARIA JOH̄ES

### Interieur
Een belangrijke restauratie vond plaats in 1571, omdat de kerk toen nog net in de rooms-katholieke traditie kon worden hersteld. De opdracht hiertoe werd gegeven door de Groninger bisschop Johannes Knijff. De decoraties zijn aangebracht in een voor dit type kerk zeldzame renaissancestijl. Op een cartouche in het middelste schipgewelf is een tekst aangebracht, die betrekking heeft op deze restaturatie (zie: afbeelding).
Deze tekst luidt:
int iaer 1571 is desse kercke neis gere/parert unde ghestoffert bii tiden als den/ erbaren errentfeste luit klant io[n]cker unde hoveli[n]ck / toe godlinse d[ominus] io[ann]es buter ia[n]es ianse[n] peter abels kerckvogeden weren
In het rijk versierde koorgewelf is midden in de sluitring het Lam Gods afgebeeld (zie afbeelding). Ook zijn er schilderingen van Christoffel, Patrick en Pancratius, van een vrouw met een klokrok en een man met mantel, mogelijk de schenkers van het orgel. Ook worden vier figuren hangend aan een lelietak in Spaanse kledij afgebeeld.
Het meubilair van de kerk dateert voornamelijk uit het eind van de 18e eeuw. Zo hebben Grashuis en Buining de preekstoel en het doophek vervaardigd in 1794. Het grootste deel van de banken is in dezelfde stijl, men heeft hierbij oudere panelen gebruikt. De herenbank aan de zuidkant dateert uit de 17e eeuw, deze is voorzien van gestileerd snijwerk en een overkapping op getordeerde zuilen. De herenbank aan de noordkant is een kopie uit 1921.
In de kerk liggen nog een aantal grafzerken van vooraanstaande burgers. Zo liggen nog een aantal 17e- en 18e-eeuwse grafzerken in het gangpad van het schip. Onder het oksaal ligt bijvoorbeeld het priesterzerk voor Wemerus Alberti (†1541). In het koor bevinden zich twee wapenstenen met de wapens Ubbena-Coenders, hier bevond zich vroeger namelijk een grafkelder voor Everdina Ubbena († 1687).                           

#### Orgel
Het kerkorgel is in 1704 vervaardigd door de orgelbouwer Arp Schnitger. Het orgel werd geschonken door de collatoren van de kerk: Jan Rempt Renghers op Rengherda en Willem Alberda tot Godlinze.  De orgelkas is ontworpen door de Groninger stadsbouwmeester Allert Meijer met houtsnijwerk van Jan de Rijk. Het orgel is in 1785 door Albertus Antoni Hinsz verbouwd tot een orgel met één klavier. Het orgel is in het bezit van een aangehangen pedaal en heeft de volgende dispositie:
| Manuaal     |        |
| ----------- | ------ |
| Praestant   | 8 vt   |
| Praestant   | 16 vt  |
| Holpijp     | 8 vt   |
| Octaaf      | 4 vt   |
| Quint       | 3 vt   |
| Fluit       | 4 vt   |
| Speeliluit  | 2 vt   |
| Octaaf      | 2 vt   |
| Sesquialter | 2-3 st |
| Mixtuur     | 3-5 st |
| Trompet     | 8 vt   |
| Vox Humana  | 8 vt   |

## Fotogalerij

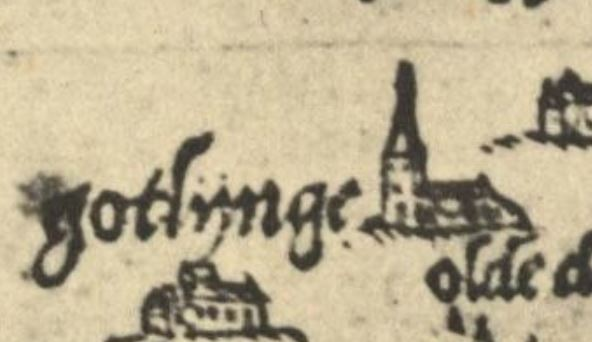
De juffertoren van Godlinze (rechts) op de gewestkaart van Jacob van Deventer uit ca. 1545.
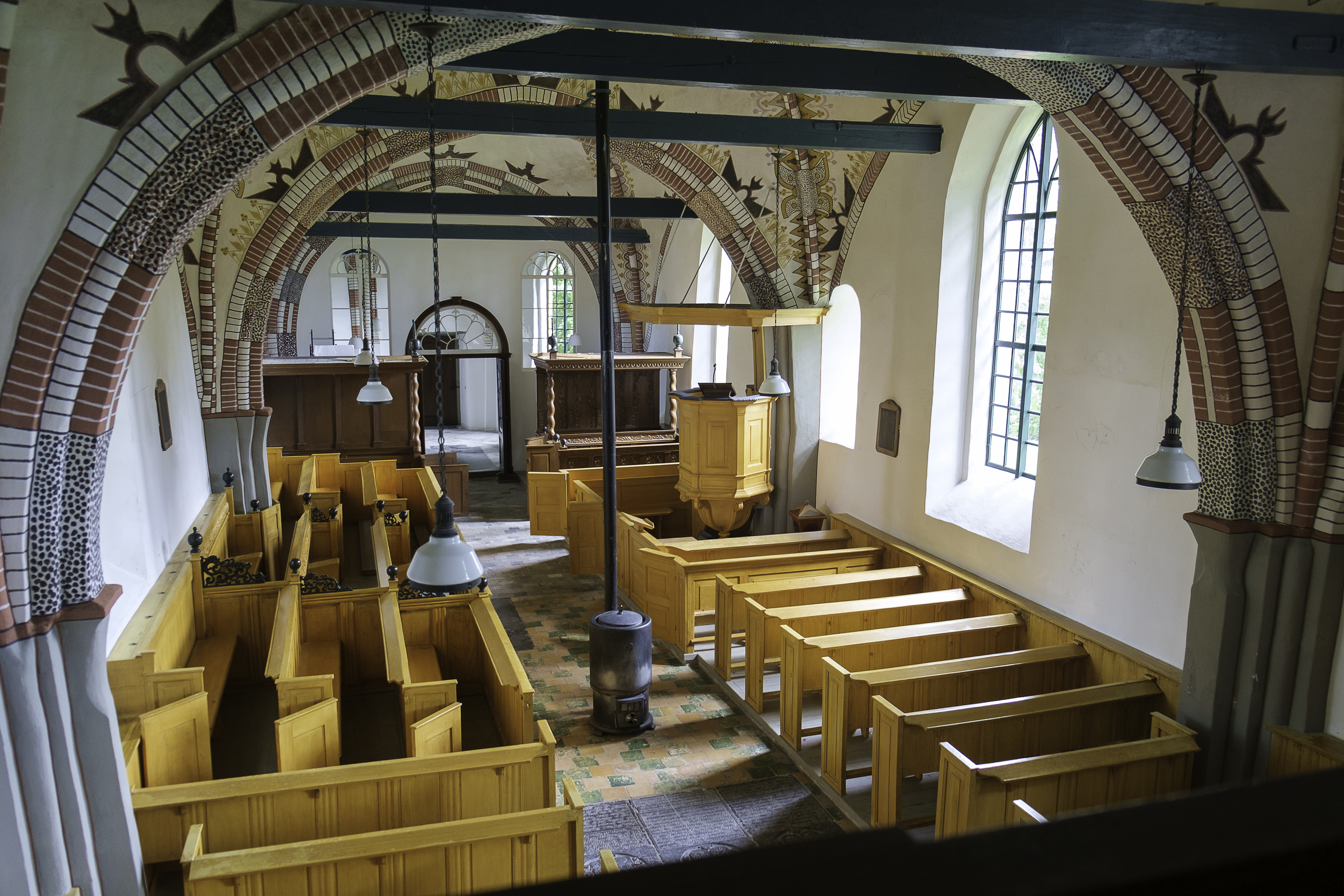
Interieur naar het oosten
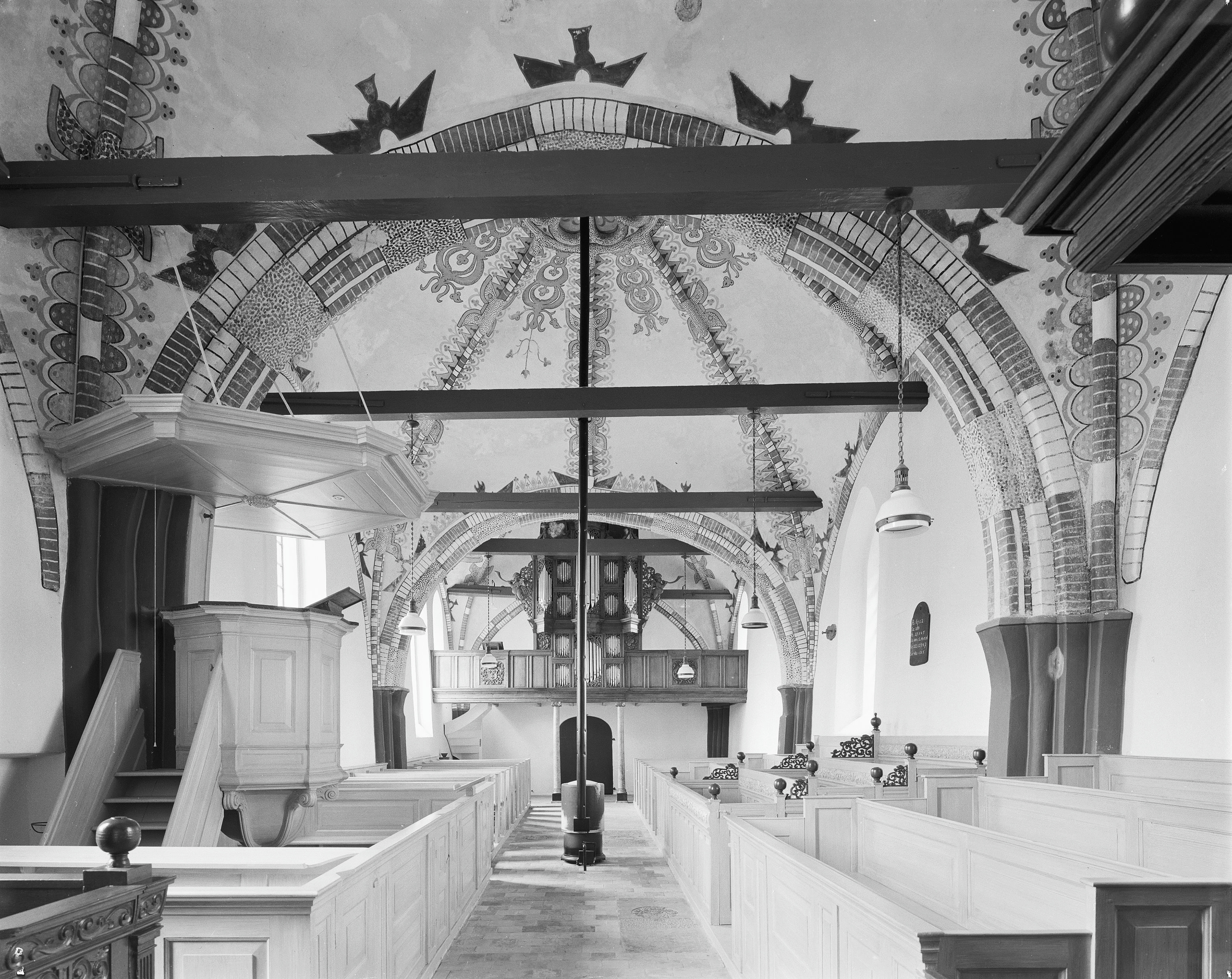
Interieur naar het westen
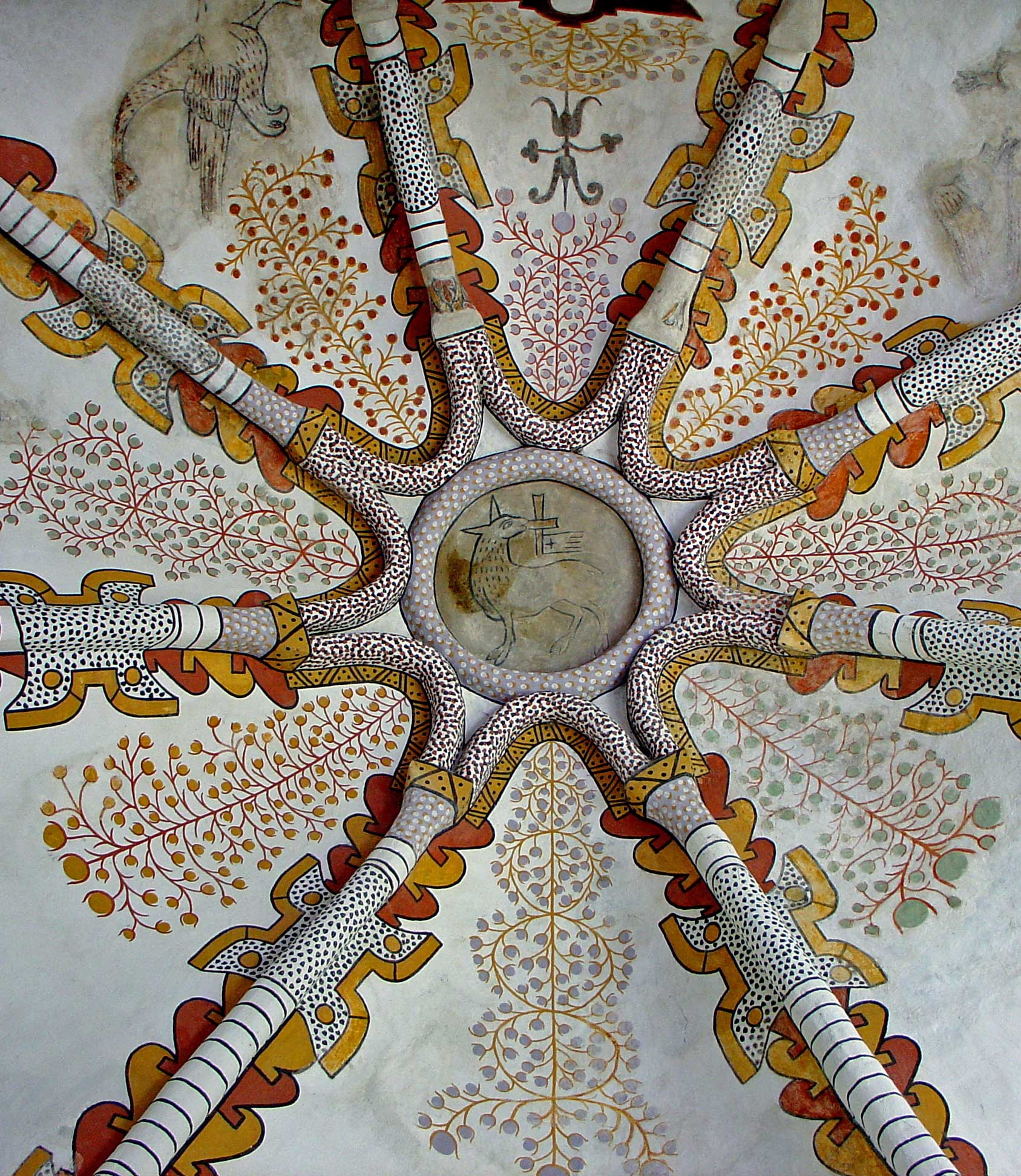
Sluitring in het koorgewelf met de afbeelding van het Lam Gods
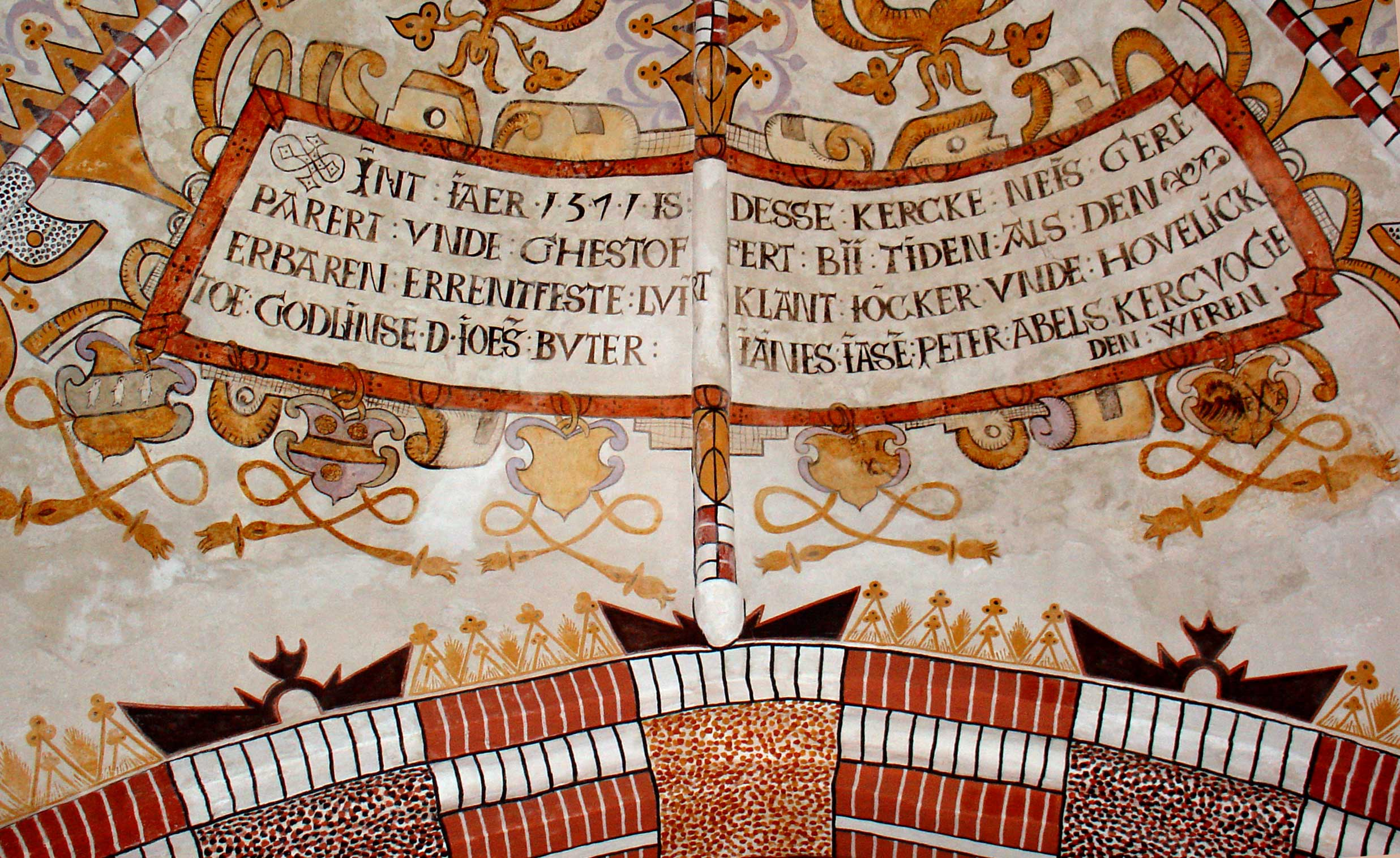
Rolwerkcartouche met de tekst over de restauratie in 1571
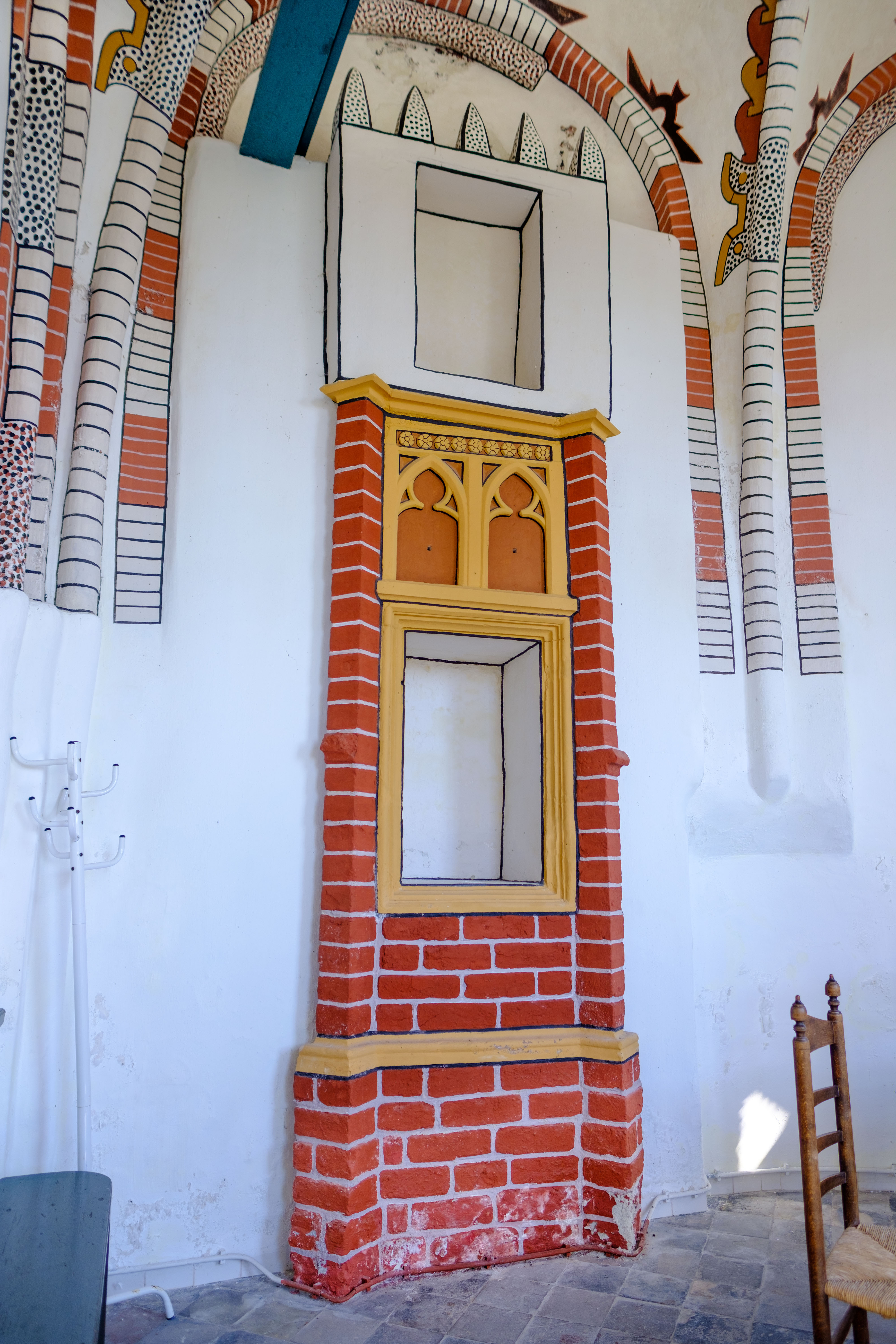
Sacramentshuis met twee verdiepingen in het koor
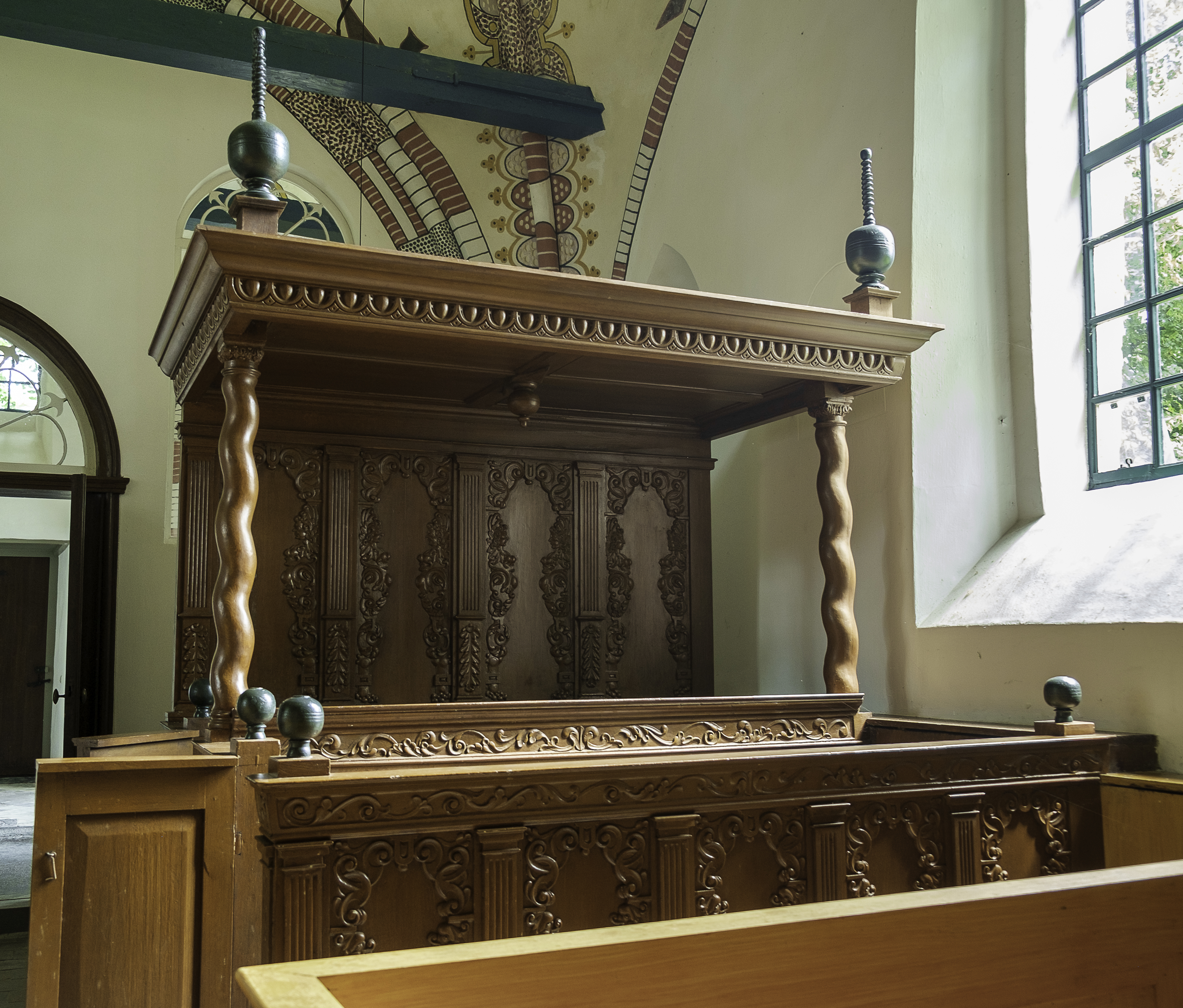
Herenbank uit de 17e eeuw
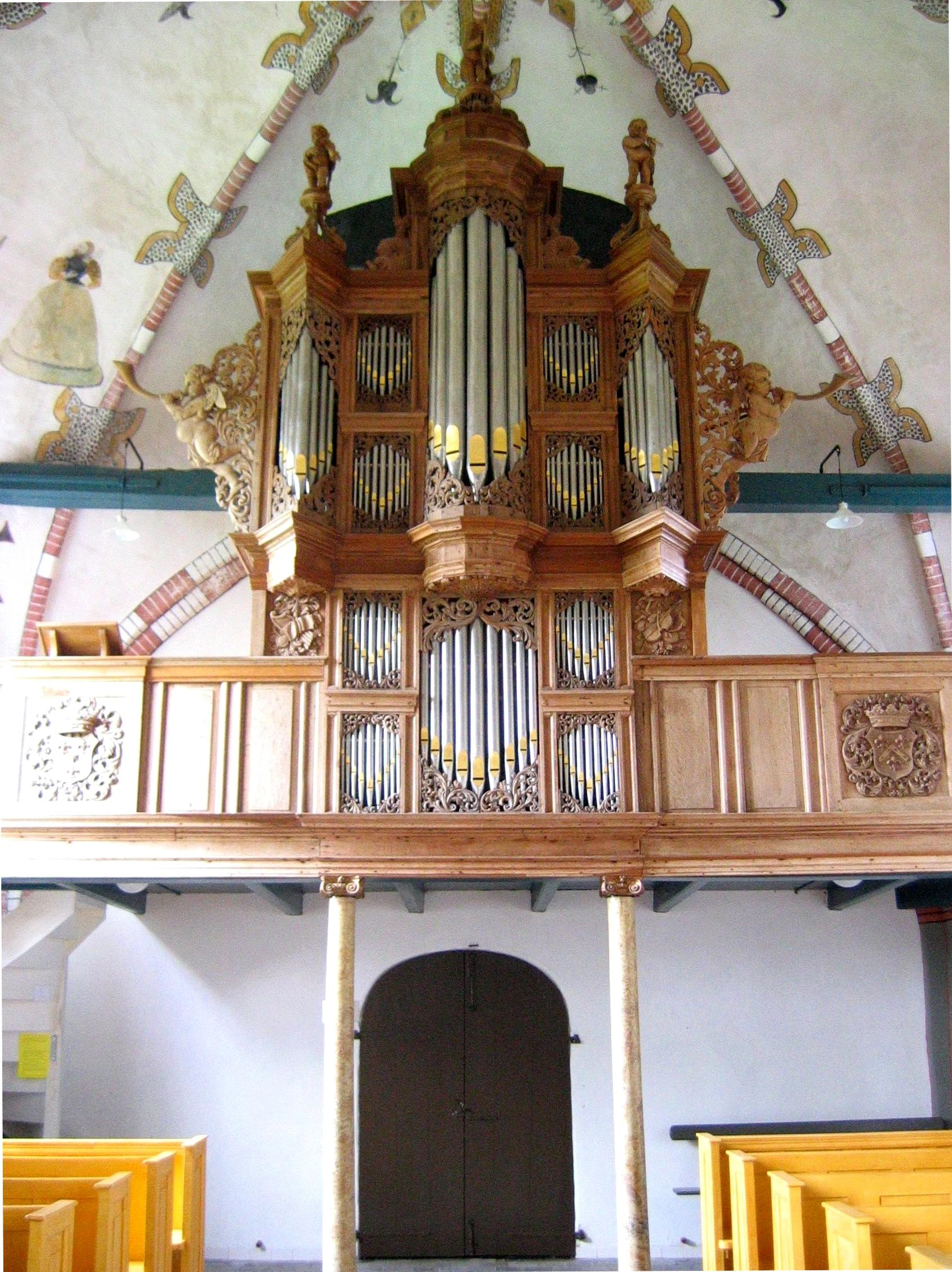
Het Arp Schnitgerorgel uit 1704
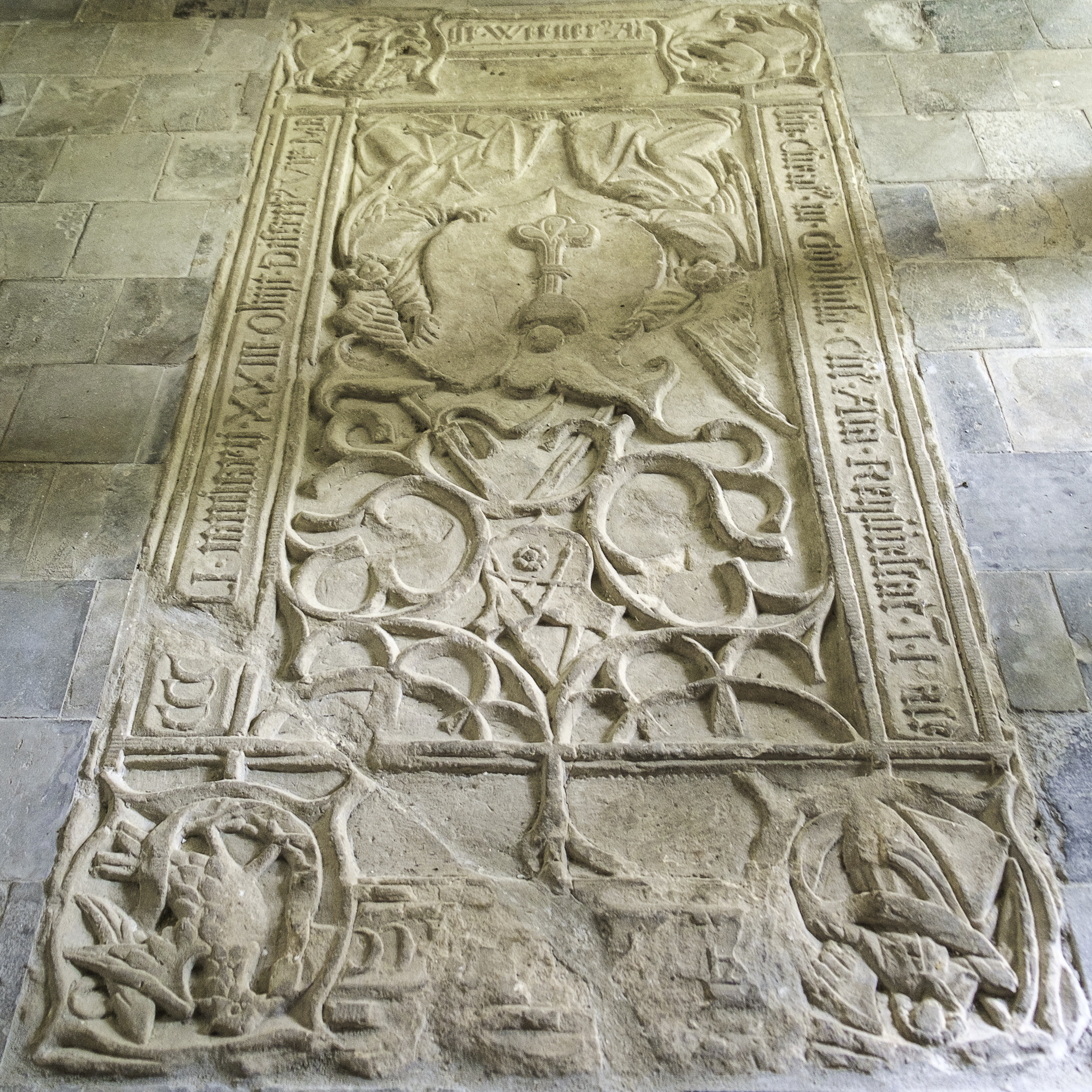
Zandstenen grafzerk van pastoor Wernerus Alberti uit 1541
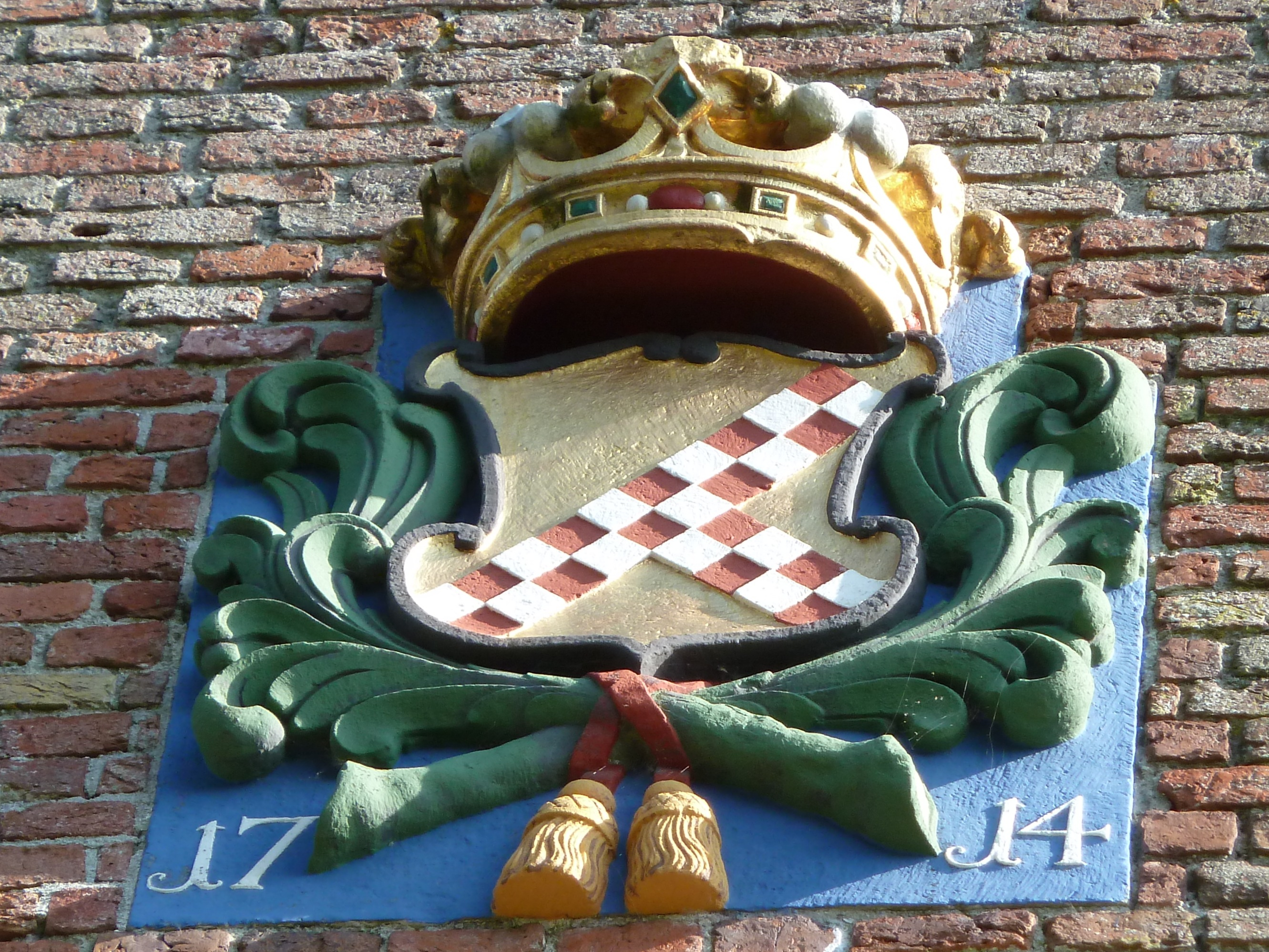
Gevelsteen 1714 in de toren
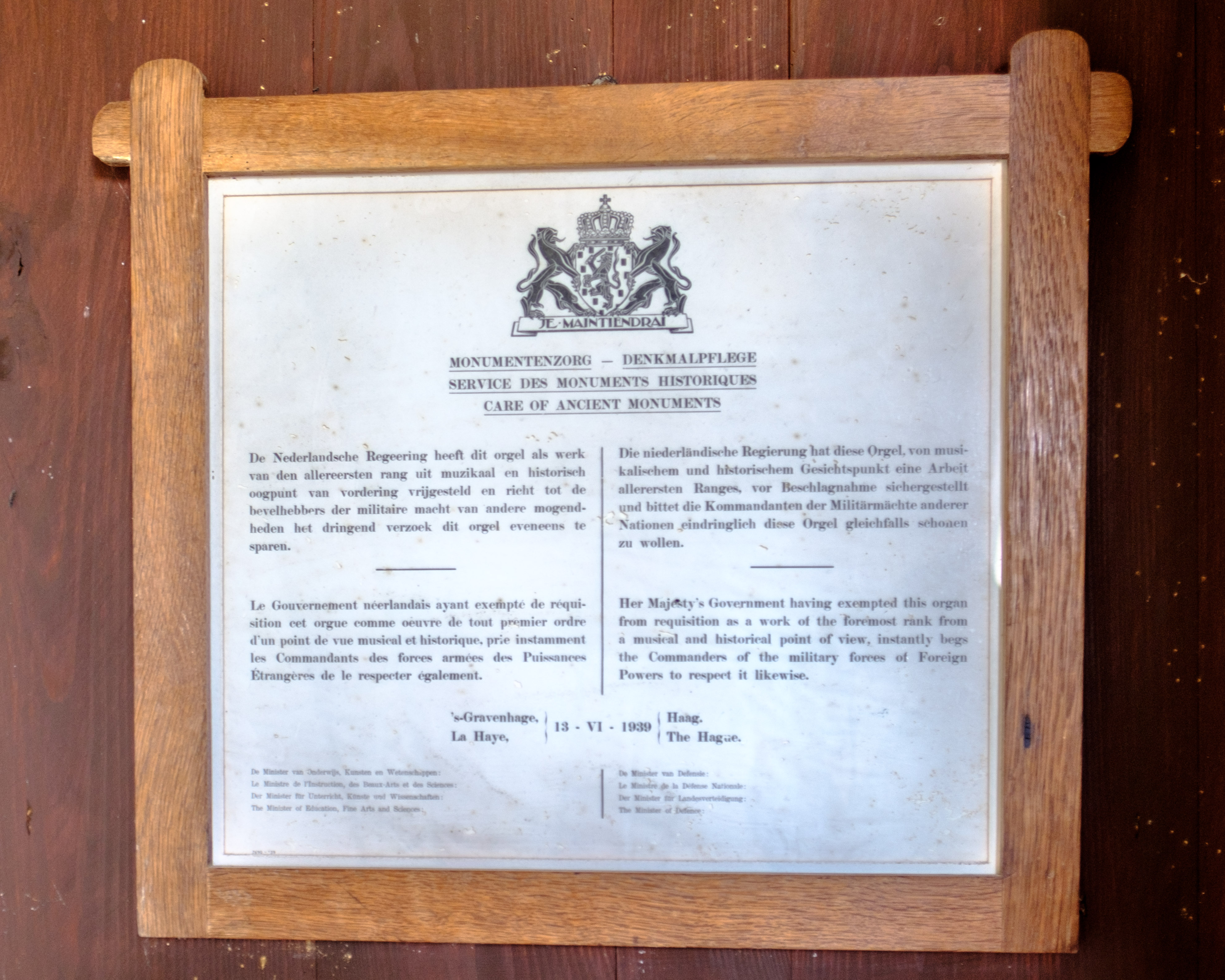
Waarschuwing om het monumentale orgel te sparen uit 1939 gericht aan vreemde mogendheden in meerdere talen